# Piliocolobus epieni
Il colobo rosso del delta del Niger (Piliocolobus epieni (Grubb e Powell, 1999)) è una specie gravemente minacciata di colobo, endemica della parte occidentale del delta del Niger. È minacciato dalla caccia e dalla distruzione dell'habitat.

## Tassonomia
Fin da quando è stato noto alla scienza (dal 1993) al 2007 o al 2008, è stato considerato una sottospecie del colobo ferruginoso (Piliocolobus badius) e successivamente del colobo rosso di Pennant (Piliocolobus pennantii), con il nome trinomiale di Piliocolobus badius epieni o Piliocolobus pennantii epieni. Colin Groves riconobbe il colobo rosso del delta del Niger come specie a tutti gli effetti nel 2007.

## Descrizione
Il colobo rosso del delta del Niger presenta le regioni superiori, dalla testa al posteriore, di colore nero, mentre a partire dai fianchi assume una colorazione bruno-arancio che si estende anche alla parte esterna degli arti. Le regioni inferiori e la parte interna degli arti, così come gran parte delle braccia, sono bianche. Mani e piedi sono neri. La coda è bruno-rossastra sulla parte superiore e castana o amaranto su quella inferiore, facendosi più scura verso l'estremità. Sulle guance presenta vistose «basette» bianche.

## Distribuzione e habitat
Il colobo rosso del delta del Niger è diffuso solamente nella parte occidentale del delta del Niger. È relegato alle regioni di foresta paludosa, vale a dire una foresta che si sviluppa al di sopra di un terreno caratterizzato da una falda acquifera molto superficiale durante ogni periodo dell'anno, pur non essendo permanentemente inondata. Condivide questo habitat con altre specie di primati, tra cui il cercopiteco dal ventre rosso (Cercopithecus erythrogaster), il cercocebo dal collare (Cercocebus torquatus), il cercopiteco nasobianco maggiore (Cercopithecus nictitans), il cercopiteco mona (Cercopithecus mona) e, forse, il colobo verde (Procolobus verus).

## Conservazione
Quando è stato scoperto, il colobo rosso del delta del Niger era localmente comune, pur essendo minacciato in lieve misura dalla deforestazione, specialmente dall'abbattimento degli alberi di Fleroya ledermannii, un'importante fonte di cibo per questa scimmia. Da allora, la pressione venatoria per il bushmeat e la deforestazione sono cresciute in modo esponenziale. Tutti i colobi rossi sembrano essere specie particolarmente sensibili alla caccia e alla distruzione dell'habitat, quindi oggi la specie si trova a un passo dall'estinzione.
Il colobo rosso del delta del Niger era ancora presente nel 2008 nella riserva forestale di Edumanom. Tuttavia, da allora, l'Unione Internazionale per la Conservazione della Natura (IUCN) considera la specie in pericolo critico, a causa della riduzione della popolazione di oltre l'80% nel corso degli ultimi 30 anni, soprattutto a causa della caccia e della perdita dell'habitat. Nel 2010, il colobo rosso del delta del Niger è stato inserito nella lista dei «25 primati più minacciati del mondo», pubblicata dalla IUCN e da altre organizzazioni.